# 율리우스 푸치크

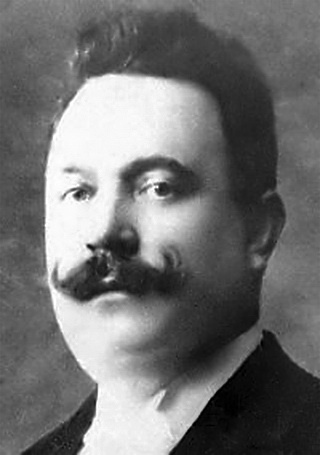
율리우스 푸치크

율리우스 에르네스트 빌헬름 푸치크(체코어: Julius Ernest Wilhelm Fučík, 1872년 7월 18일 ~ 1916년 9월 25일)는 체코의 작곡가이자 군악대의 지휘자이다. 그는 400편 이상의 행진곡, 폴카, 왈츠를 자신의 이름에 걸치며 다작의 작곡가가 되었다.

## 생애
푸치크는 1872년 7월 18일에 프라하가 오스트리아 헝가리 제국의 일부였을 때 보헤미아 프라하에서 태어났다. 학창시절에 그는 루드비히 밀데와 바순 연주를 배웠고, 안토닌 베네비츠와 바이올린을 배웠다. 나중에 안토닌 드보르자크 밑에서 작곡을 배웠다.
1891년에 그는 군대 음악가로 49번째 오스트리아-헝가리 연대에 합류했다. 그는 처음에 요세프 바그너의 지휘 앞에서 다뉴브의 크렘스에서 연주했다. 1894년에 그는 군대를 떠나 프라하의 독일 극장에서 2번째 바순 연주자로 일했다. 1년후 그는 크로아티아 시사크 시에서 다니카 합창단의 지휘자가 되었다. 이 기간에 푸치크는 주로 클라리넷과 바순을 위한 여러 실내악곡을 썼다.

## 작품

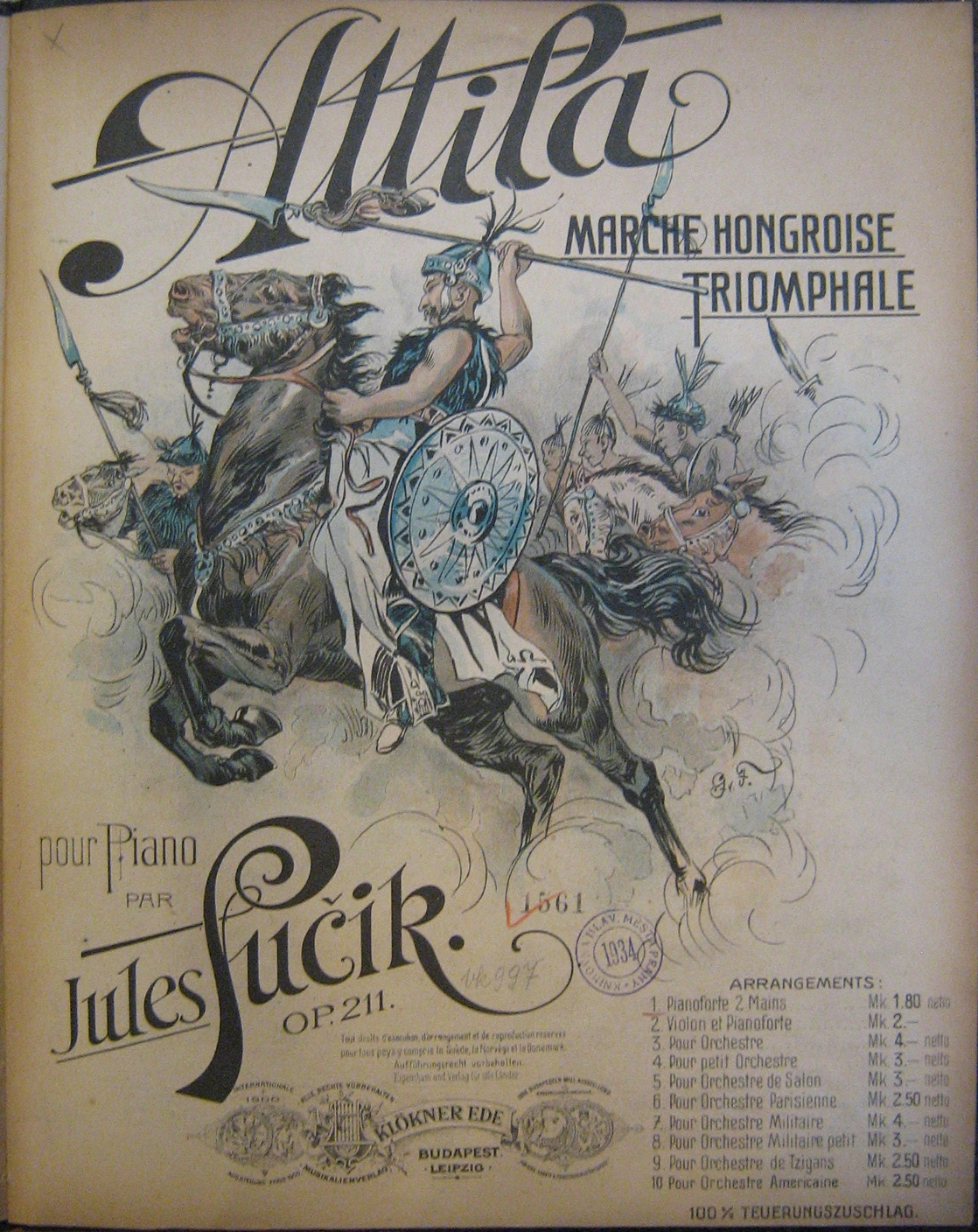

### 행진곡
- 《검투사의 입장》 (1897)
- 《미시시피 강》 (1902)
- 《플로렌티너 행진곡》 (1907)
- 《연대소년》